# Dhu Shanatir
Lakliatha Yanuf, dit Dhu Shanatir ou Z(h)u Shanatir (en arabe : لحيعة ينوف ذو شناتر, Lakliatha Yanuf Dhu Shanatir), est un personnage légendaire qui aurait usurpé le trône royal de Himyar, pendant 27 ans. Selon les traditions arabes, après dix ans de règne tranquilles, Dhu Shanatir commença à séduire de jeunes garçons, leur promettant de la nourriture et de l'argent ; ensuite, il les déshabillait et les violait jusqu'au lever du jour, puis il les tuait en les jetant nus par la fenêtre de sa chambre. Les inscriptions épigraphiques indiquent cependant plusieurs rois durant le règne supposé de Dhu Shanatir, aucun n'ayant ce surnom. 

## Nom
Outre la forme Lakliatha, le prénom de Dhu Shanatir est vocalisé différemment selon les historiens musulmans : Lakhni'ah, Lakhni'athath ou Lahi'ah. Le surnom Dhu Shanatir veut dire « Aux boucles d'oreilles », et vient du fait que le roi en portait selon la légende.

## Récit légendaire
À la mort du roi de Himyar Tubbân As'ad Abu Karib, dit Tubân le Simple, son fils aîné, le prince Hassan monte sur le trône. Son cadet, le prince Amr, complote et le fait tuer. Dhu Shanatir s'élève et prend le pouvoir ; pour assurer sa pérennité sur le trône, il envoyait chercher chaque jeune de la famille royale étant devenu pubère : il les violait ensuite, le déshonneur infligé au jeune homme l'empêchait de régner. 
Le prince Zur‘a était petit quand son aîné Hassan fut tué par leur frère Amr. Il grandit, devenant un jeune garçon beau et très intelligent. Un messager royal fut chargé de l'amener à Dhu Shanatir, afin de faire subir à Zur‘a le même sort que les princes de la maison royale avant lui. Mais Zur‘a cacha une lame dans sa sandale ; quand il fut seul et que Dhu Shanatir lui sauta dessus, le jeune homme le poignarda à mort. Zur‘a décapita l'usurpateur et montra son chef à tout le monde. Le peuple proclama roi, puisqu'il l'avait débarrassé de Dhu Shanatir, et c'est ensuite que Zur‘a se convertit au judaïsme et se fit appeler Joseph Dounouas.

## Les faits
Les chroniques musulmanes en font le roi de Himyar de roi de 478 à 490, et le prédécesseur de Dhu Nuwas. Cela est cependant impossible : l'épigraphie atteste qu'entre ces dates règnent Shurihbi'īl Yakkuf (v. 465-485) puis son petit-fils Marthad'ilân Yunim (v. 485-495), avant que ne s'ensuive un court interrègne (v. 495-500). De plus, Joseph Dounouas ne devient roi qu'en 522, lui même successeur de deux autres rois, eux-mêmes séparés par un autre interrègne. L'identification avec Ma'dikarib Ya'fur, prédécesseur de Dounouas et qui serait le nom de règne de Dhu Shanatir, est rejetée par la recherche historique.